# Chetwynd
Pour les articles homonymes, voir Chetwynd (homonymie).
Chetwynd est une ville de la Colombie-Britannique située dans le district régional de Peace River.

## Démographie
| 2001  | 2006  | 2011  | 2016  |
| ----- | ----- | ----- | ----- |
| 2 591 | 2 633 | 2 635 | 2 503 |